# 게리 아블렛
게리 아블렛(1965년~2012년 1월 1일)은 영국의 축구감독이다.

## 사망
2012년 1월 1일, 사망하였다. 향년 46세.